# Zelené děti z Woolpitu

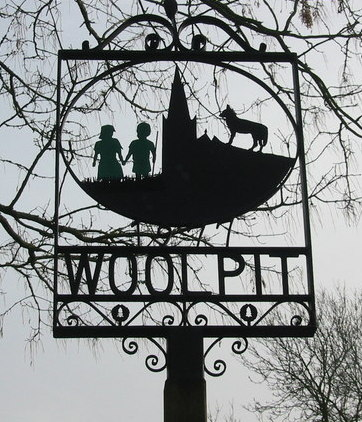
Cedule u vjezdu do Woolpitu s vyobrazením Zelených dětí

Zelené děti z Woolpitu byly záhadné bytosti, které se údajně objevily v anglické obci Woolpit ve 12. století.
Kronikář William z Newburghu ve svém díle De Rerum Anglicarum uvádí, že zhruba v roce 1154 objevili vesničané z Woolpitu v jámě na poli asi desetileté děvče a o něco mladšího chlapce. Měli podivné oblečení, zelenou pleť a hovořili nesrozumitelným jazykem. Odmítaly jakoukoliv potravu kromě fazolových lusků. Byly pokřtěny, ale chlapec, který byl nápadně apatický, brzy zemřel. Dívka se časem naučila anglicky a vypověděla, že přišla ze Země svatého Martina, kde je pořád šero, zabloudila na pastvě a podzemní chodbou se dostala do Woolpitu. Jak dívka rostla, naučila se přijímat běžnou lidskou potravu a ztratila zelené zbarvení. Provdala se za muže z okolí a vedla vcelku normální život, i když podle jednoho svědectví byla „velmi svéhlavá a neukázněná“.
Na vysvětlení události vznikly různé hypotézy: od čistého výmyslu (jediným zdrojem informací je právě William z Newburghu) přes alegorii na vpád Normanů až po teorii, že děti skutečně přišly z jiného světa (podle anglického folklóru se fazolovými lusky živí duchové mrtvých). Podle střízlivějších vysvětlení byly děti považovány za potomky vlámských přistěhovalců, kterých bylo tehdy v Anglii hodně, nebo za bohaté dědice, jichž se chtěl poručník zbavit pomalou otravou arsenikem (ten skutečně způsobuje nazelenalé zbarvení kůže). Otázka Zelených dětí dosud nebyla uspokojivě rozluštěna a inspiruje také četné umělce (Herbert Read a jeho román The Green Child).